# Little Town Hero
Little Town Hero — компьютерная игра в жанре RPG, разработанная Game Freak. Саундтрек написан и исполнен Toby Fox. Игра вышла в 2019 году.

## Критика
| Сводный рейтинг       | Сводный рейтинг |
| Агрегатор             | Оценка          |
| --------------------- | --------------- |
| GameRankings          | 63,33 %         |
| Metacritic            | 64/100          |
| Иноязычные издания    |                 |
| Издание               | Оценка          |
| Destructoid           | 4/10            |
| GameSpot              | 5/10            |
| GamesRadar+           | [ 6 ]           |
| IGN                   | 7/10            |
| Nintendo Life         | [ 8 ]           |
| Nintendo World Report | 9/10            |
| RPGamer               | 3/5             |
| USgamer               | 2/5             |

Игра получила «смешанные отзывы», согласно сайту агрегатору Metacritic. Зои Хендли из Destructoid критикует Little Town Hero за ничем не выделяющийся саундтрек, слишком затянутые битвы с боссами и общую репетативность игры. В своём вердикте Суриэл Васкес из GameSpot в своей рецензии отмечает увлекательность и сложность тех же сражений с боссами и хороший саундтрек, недостаточное нарастание сложности с продвижением игрока по сюжету и скучный и предсказуемый сюжет.